# Saint-André-de-Lancize
Saint-André-de-Lancize is een gemeente in het Franse departement Lozère (regio Occitanie) en telt 110 inwoners (2004). De plaats maakt deel uit van het arrondissement Florac.

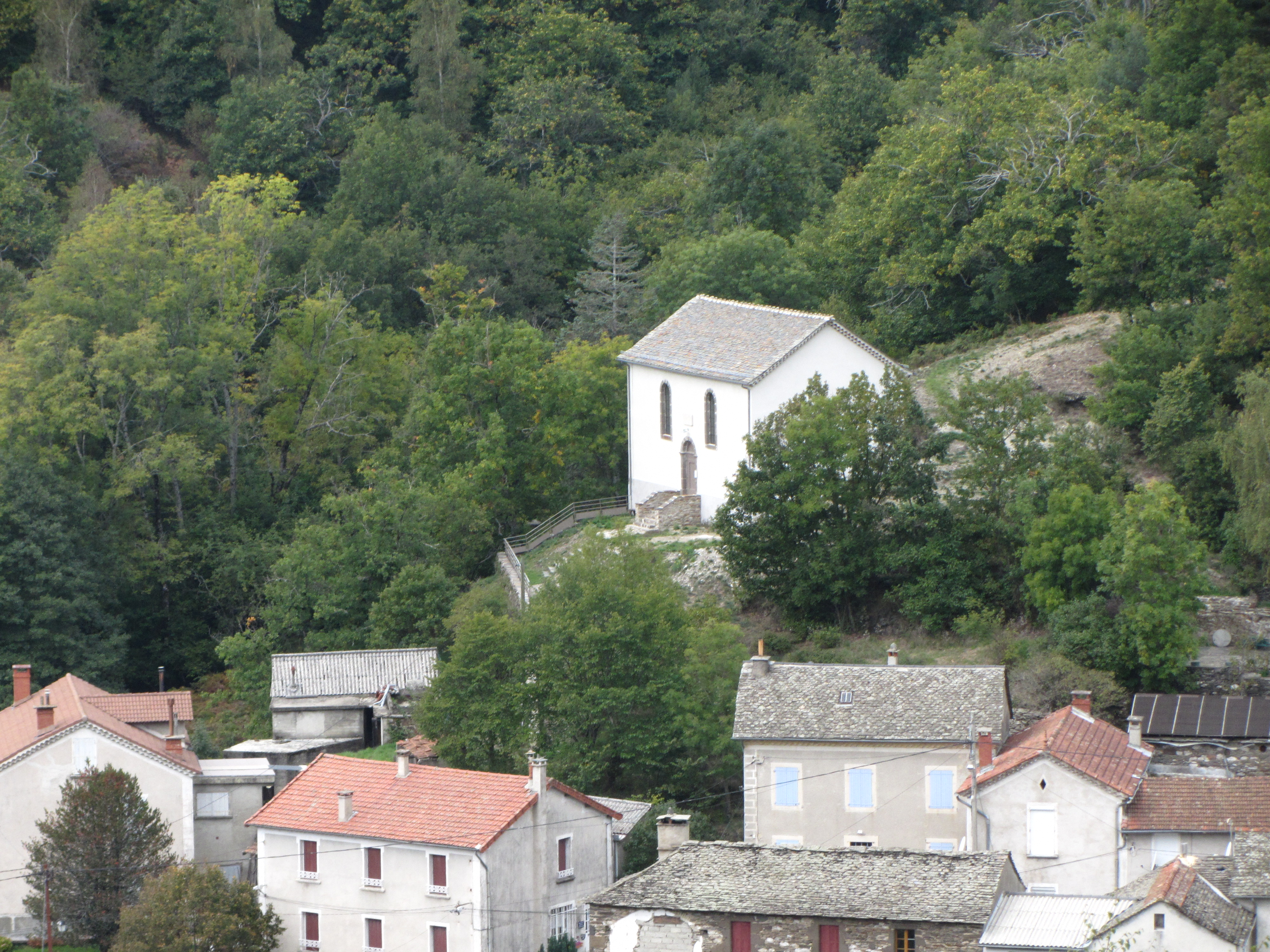
Temple du Rouve

## Geografie
De oppervlakte van Saint-André-de-Lancize bedraagt 21,2 km², de bevolkingsdichtheid is 5,2 inwoners per km².
De onderstaande kaart toont de ligging van Saint-André-de-Lancize met de belangrijkste infrastructuur en aangrenzende gemeenten.

## Demografie
Onderstaande figuur toont het verloop van het inwonertal (bron: INSEE-tellingen).